# Amphineurus stewartiae
Amphineurus stewartiae är en tvåvingeart som beskrevs av Alexander 1924. Amphineurus stewartiae ingår i släktet Amphineurus och familjen småharkrankar. Inga underarter finns listade i Catalogue of Life.